# Casal Nacionalista Martinenc
Casal Nacionalista Martinenc i Joventut Nacionalista els Néts dels Almogàvers fou un casal catalanista fundat el 1913 per Ramon Duran i Albesa, català emigrat a l'Argentina, i Miquel Guinart i Castellà, amb altres joves nacionalistes del barri del Clot de Barcelona. Era situat al carrer Xifré i era adherit a la Unió Catalanista. El 1915 posaren una placa de marbre al Fossar de les Moreres, on hi organitzaren les primeres concentracions de la Diada Nacional de Catalunya, i el 1921 editaren la revista Nostra Raça.